# Ludlow (Massachusetts)
Pour les articles homonymes, voir Ludlow (homonymie).
Ludlow est une ville du comté de Hampden au Massachusetts, aux États-Unis. Au recensement de 2010, elle comptait environ 21 000 habitants.